# وداد عقراوی
وداد عقراوی (زادهٔ ۱۹۶۹) فعال حقوق بشر کُرد اهل عراق است.
وداد عقراوی متخصص بهداشتی و فعال حقوق بشر است و در سازمان بین‌المللی دفاع از حقوق بشر فعالیت دارد. او مؤلف چندین کتاب در مورد مسایل سلامت و حقوق بشر است. وی دارای مدرک کارشناسی در ژنتیک است و دارای دکترای سلامت بین‌المللی و همه‌گیرشناسی است. تخلفات حقوق بشر در عملیات دولت عراق علیه مردم کرد در سال ۱۹۷۴، همچنین عملیات انفال، زندگی او را شکل دادند. او به عنوان یکی از برندگان جایزه صلح (انجمن یاران صلح آمریکا) به عنوان «فعال صریح صلح» و «اولین زن جوان خاورمیانه» برگزیده شد. وی برای مشارکت در ارتباط با تجارت غیرقانونی سلاح‌های کوچک سبک، خشونت مبتنی بر جنسیت، خلع‌سلاح سنتی و خلع‌سلاح بین‌المللی فعالیت داشته‌است.
او در سال ۲۰۱۳، جایزه ویژه برای پر کردن شکاف بین تمدن‌ها را توسط سازمان ملی برای نسل‌های آینده به منظور کمک ارزشمند به بشریت از طریق ایجاد فرهنگی هم‌زیستی دریافت کرد. عقراوی جایزه بین‌المللی صلح ففر را از آن خود کرد. او این جایزه را به ساکنان کوبانی و شنگال و مسیحیان در خاورمیانه اهدا کرد. در سال ۲۰۱۷، او مدال شهردار دونپورت و جایزه صلح و آزادی را برای تعهد خود نسبت به حقوق بشر برای همگان دریافت نمود.

## زندگی‌نامه
در سال ۱۹۸۶، او به اربیل رفت و در آنجا تحصیلات مهندسی عمران را با تمرکز بر طراحی جاده‌ها و پل‌ها در دانشگاه صلاح الدین گذراند.
در سال ۱۹۸۸ به‌طور مخفیانه در زمینه مستندسازی شکنجه و نقض حقوق بشر در سراسر عراق مشارکت داشت. سال بعد، او به‌طور سیاسی درگیر مبارزات مختلف برای حقوق بشر، صلح، عدالت اجتماعی، حکومت دموکراتیک و مصالحه قومی شد. حمایت وی از کسانی که ضد استبداد بودند و انتقاد او از به‌کارگیری نیروی بیش از حد علیه شهروندان غیرنظامی، تهدید جانی علیه او واعضای خانواده اش را دربرداشت. دخالت او در این مسائل پس از کمپین انفال، که به نسل‌کشی کردها مشهور است، شدیدتر شد. با وجود فعالیت‌های زیاد، او موفق به تکمیل لیسانس خود در سال ۱۹۹۰ شد.
عقراوی یکی از بنیانگذاران دفاع بین‌المللی، یک سازمان غیردولتی است که مأموریت آن پاسخ به نقض شدید حقوق بشر و قوانین حقوق بین‌الملل بشردوستانه است ونظارت دارد بر اجرای اقدامات پیشگیرانه که برای پایان دادن به مصونیت مجرمان برای جرم و جنایت‌ها طراحی شده‌است، همچنین انجام تحقیقات پزشکی تا به‌طور مستقیم یا غیرمستقیم استانداردهای بهداشتی جوامع را بهبود بخشد و از طریق روابط و دیپلماسی فرهنگی، صلح و دموکراسی را ارتقاء دهد.

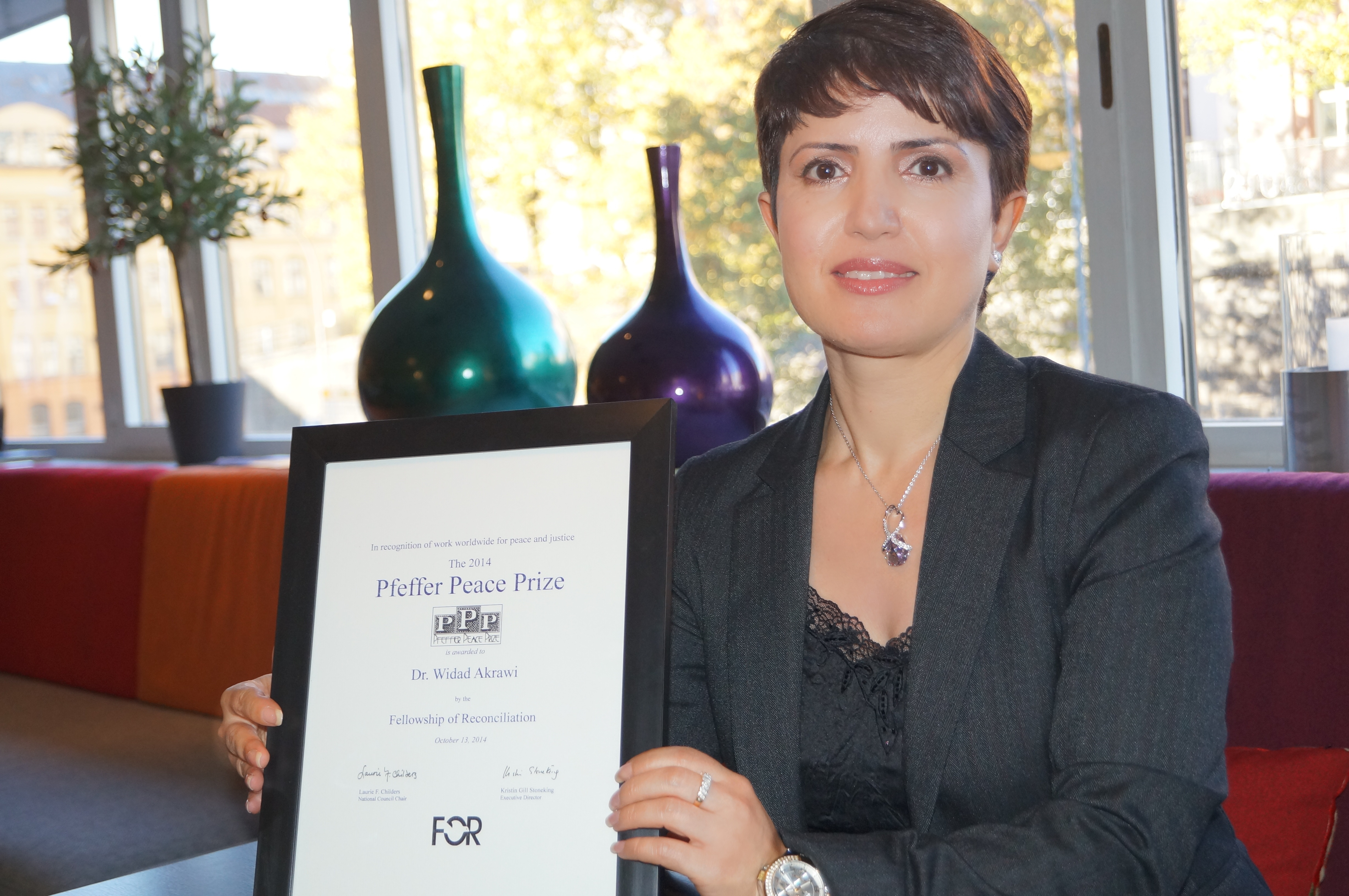
وداد عقراوی برنده جایزه بین‌المللی صلح ففر در سال ۲۰۱۴ شد

## فعالیت حقوق بشری
اشتیاق عقراوی به حقوق بشر از سال‌ها پیش آغاز شده بود، وقتی که او به حمایت از همکلاسی‌هایش در مدرسه‌اش پرداخت.او هنگامی که بزرگ شد، به ایجاد یک گروه مخفی در مقابله با شکنجه در عراق پرداخت تا به جمع‌آوری شواهدی از شکنجه و سایر نقض‌های حقوق بشر بپردازد. در سال ۱۹۸۷، او مخفیانه با خانواده قربانیان مصاحبه‌کرد. عقراوی آگاهی مردم را نسبت به شکنجه و سایر موارد نقض حقوق بشر در خصوص غیرنظامیان افزایش‌داد. در سال ۱۹۹۰او به حمایت از جنبش برابری جنسیتی و توانمند سازی زنان در منطقه خاورمیانه و شمال آفریقا به فعالیت پرداخت. سپس یک گروه کاری زنان منطقه‌ای را تشکیل داد و برنامه‌هایی را برای افزایش مشارکت زنان در ایجاد صلح و بازسازی پس از جنگ، سازماندهی‌کرد.

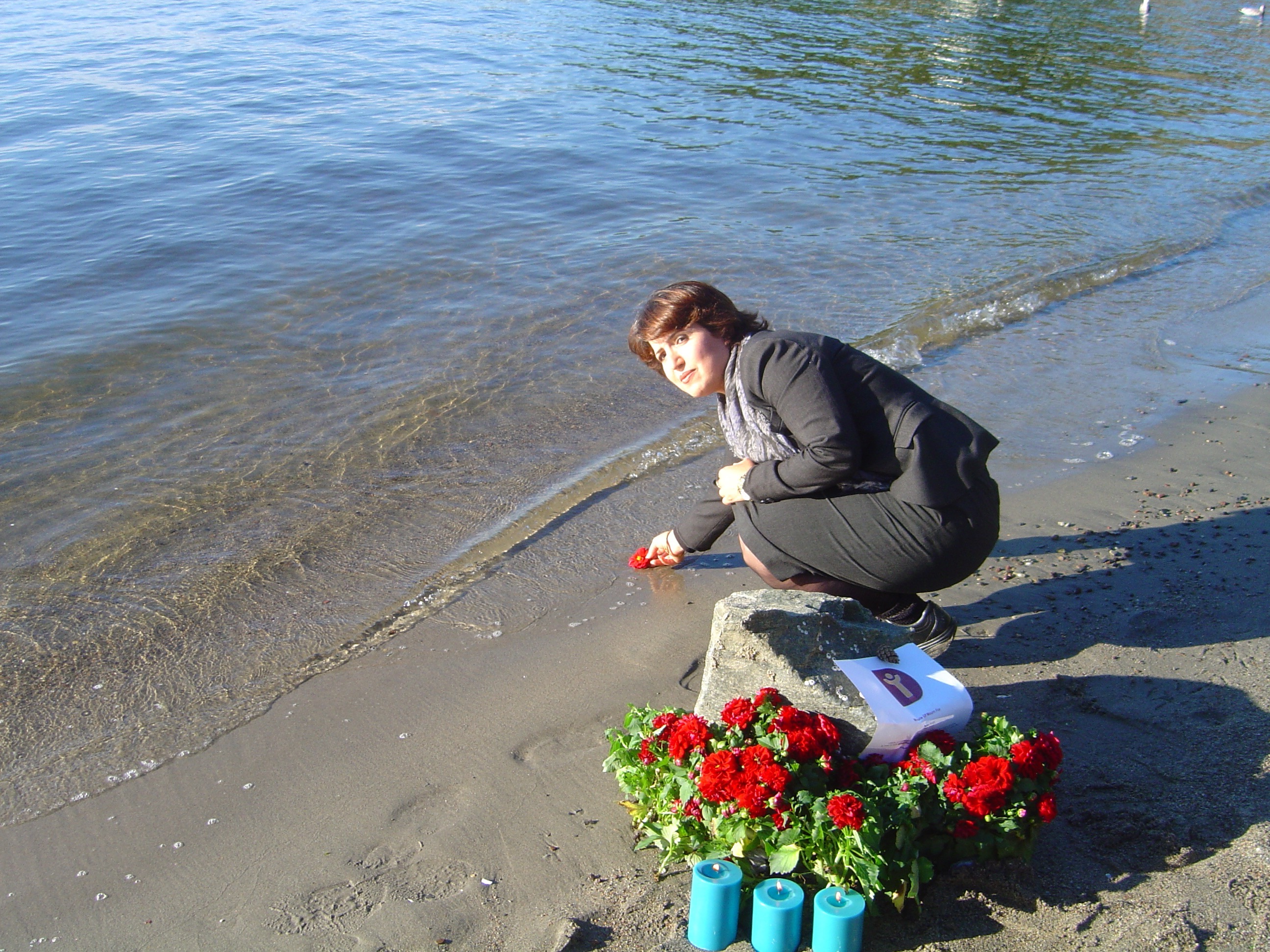
عقراوی در یک روداد ساحلی دفاع بین‌المللی در سپتامبر ۲۰۱۵ برای گرامیداشت خاطره قربانیان بحران پناهندگان جهانی.